# نبرد ورشو ۱۹۲۰
نبرد ورشو ۱۹۲۰ (لهستانی: Bitwa warszawska 1920) یک فیلم درام تاریخی لهستانی به کارگردانی یژی خوفمن است که در سپتامبر ۲۰۱۱ منتشر شد.  این فیلم، وقایع نبرد ورشو را به تصویر می‌کشد که طی جنگ شوروی و لهستان به وقوع پیوست.

## بازیگران
- دانیل اولبریخسکی در نقش یوزف پیلسودسکی
- ناتاشا اورباینسکا در نقش اولا رانیفسکا
- ماریان جنجل در نقش ژنرال تادئوش جردن-روزوادوفسکی
- یاتسک پونیه‌جاویک در نقش یوزف هالر
- آندژی استژلتسکی در نقش وینتسنتی ویتوس
- ویکتور زبوروفسکی در نقش شارل دو گل
- وویچیخ پشونیاک در نقش ماکسیم ویگان
- داریوش کوردِک در نقش ووادیسواف سیکورسکی
- میخاو ژبروفسکی در نقش وادیسواو گراپسکی
- الکساندر خوشابائف در نقش میخائیل توخاچفسکی
- ایگور گوزون در نقش ژوزف استالین
- ویکتور باوابانوف در نقش ولادیمیر لنین
- کشیشتوف دراچ در نقش لئون تروتسکی
- ماتئوش باناشوک در نقش یک سرباز
- داریوش بیسکوپسکی
- بوگوسواف لیندا
- اوا ویشنیفسکا
- استانیسواوا تسلینسکا
- آدام فرنتسی
- یاروسواف بوبرک
- الکساندر داماگارف
- ووکاش گارلیتسکی
- گراژینا شاپوووفسکا
- پیوتر گوئوواتسکی
- رافائو چیه‌شینسکی
- ویکتوریا گونشیفسکا
- بارتوش اوپانیا
- یرژی روگالسکی
- اِوا وِنتسل
- ماگدالنا اسمالارا
- توماش درابک
- آنتونی کرولیکوفسکی
- یژی بونچاک
- وویچیخ سولاش
- مارتا دامبروفسکا
- کشیشتف دراچ
- شیمون کوشمیدر